# Симанково (Московская область)
Симанково — деревня в городском округе Шаховская Московской области.

## Население
| 1859 | 1926 | 2002 | 2006 | 2010 |
| ---- | ---- | ---- | ---- | ---- |
| 329  | ↗407 | ↘40  | ↘27  | ↗33  |

## География
Деревня расположена в южной части округа, примерно в 20 км к югу от райцентра Шаховская, на правом берегу ручья Безымянный (правого притока реки Малой Иночи), высота центра над уровнем моря 220 м. Ближайшие населённые пункты — Лукошкино на противоположном берегу ручья и Холмец на северо-востоке.
В деревне единственная улица — Центральная.
От деревни ходят автобусы до райцентра.

## Исторические сведения
В 1769 году Симонкова — деревня Хованского стана Волоколамского уезда Московской губернии в составе владения Коллегии экономии, ранее Левкиева монастыря. В деревне 23 двора и 60 душ.
В середине XIX века деревня Симонково относилась к 1-му стану Волоколамского уезда и принадлежала Департаменту государственных имуществ. В деревне было 42 двора, 164 души мужского пола и 151 душа женского.
В «Списке населённых мест» 1862 года — казённая деревня 1-го стана Волоколамского уезда Московской губернии по правую сторону Московского тракта, шедшего от границы Зубцовского уезда на город Волоколамск, в 35 верстах от уездного города, при колодце и ручье Магатинском, с 43 дворами и 329 жителями (166 мужчин, 163 женщины).
По данным на 1890 год входила в состав Серединской волости, число душ мужского пола составляло 157 человек.
В 1913 году — 77 дворов и церковно-приходская школа.
По материалам Всесоюзной переписи населения 1926 года — центр Симонковского сельсовета, проживало 407 человек (180 мужчин, 227 женщин), насчитывалось 86 крестьянских хозяйств, имелась школа.
С 1929 года — населённый пункт в составе Шаховского района Московской области.
1994—2006 гг. — деревня Дорского сельского округа Шаховского района.
2006—2015 гг. — деревня сельского поселения Серединское Шаховского района.
2015 г. — н. в. — деревня городского округа Шаховская Московской области.